# 정우영 (1999년)
정우영(鄭優營, 1999년 9월 20일~)은 대한민국의 축구 선수로 현재 독일 분데스리가의 우니온 베를린에서 공격수 겸 미드필더로 활약하고 있으며 2022년 아시안 게임 금메달리스트이다.

## 어린 시절
정우영은 1999년에 인천광역시 연수구 옥련동에서 태어났다. 초등학교 5학년 말에 이회택축구교실에서 축구를 시작했다. 조금 늦은 출발이었지만 금방 두각을 나타냈고, 초등학교 6학년 동계훈련부터 인천 유나이티드 U-12팀에 입단하며 본격적으로 축구 기량을 닦았다. 이후 인천 유나이티드 FC U-15팀인 광성중학교 축구부을 거쳐 인천 유나이티드 FC U-18팀인 인천대건고등학교 축구부까지 안착했다. 포지션은 왼쪽 측면 미드필더 및 왼쪽 측면 공격수였다. 중학교 시절까지는 중앙 미드필더였지만 고등학교에서 정우영이 지닌 스피드와 침투 능력을 살려 포지션을 윙어로 바꿨다.

## 구단 경력

### 바이에른 뮌헨
2017년 6월 30일 정우영은 FC 바이에른 뮌헨에 입단하기로 합의했고, 2018년 1월 1일에 정식 계약을 맺고 입단했다. 계약 기간은 2022년 6월 30일까지다. FC 바이에른 뮌헨은 인천 유나이티드 FC에 이적료로 70만 유로를 주고, 정우영에게는 20만 유로 수준의 연봉을 합의한 것으로 알려졌다.
2018년 11월 27일 알리안츠 아레나에서 열린 SL 벤피카와의 UEFA 챔피언스리그 2018-19 조별 리그 5차전 경기에서 81분경 토마스 뮐러를 대신해 교체 출전하여 1군겸 UEFA 챔피언스리그 데뷔를 하였다. 이로써 정우영은 FC 바이에른 뮌헨에서 공식 경기를 뛴 첫 번째 대한민국 선수가 됐으며, 제일 어린 나이에 UEFA 챔피언스리그 무대를 밟은 대한민국 선수가 됐다. 2019년 3월 3일 보루시아 파르크에서 열린 보루시아 묀헨글라트바흐와의 분데스리가 경기에서 후반 41분 토마스 뮐러를 대신해 교체 투입돼 분데스리가에서 첫 경기를 가졌다.

### SC 프라이부르크
2019년 6월에 출장기회를 잡기위해 같은 리그인 SC 프라이부르크로의 이적을 확정지었다.
2020년 1월 29일 반 시즌 임대로 FC 바이에른 뮌헨 II에 복귀하였다.

### VfB 슈투트가르트
2023년 7월 11일 3년 계약을 맺고 VfB 슈투트가르트로 이적하였다.
정우영을 영입할 당시 슈투트가르트가 프라이부르크에 지급한 이적료는 300만 유로였는데, 당시 정우영이 미필자였는지라 정우영이 2022년 아시안 게임 축구 금메달을 획득하면 슈투트가르트가 프라이부르크에 100만 유로를 보너스 이적료로 지급하는 옵션이 붙어 있었다. 정우영이 축구 금메달을 획득하면서, 프라이부르크는 슈투트가르트로부터 보너스 이적료를 지급받게 되었다.

## 국가대표팀 경력
2017년 9월 정우영은 대한민국 U-20 축구 국가대표팀에 발탁되며 2018년 AFC U-19 챔피언십 예선전을 대비한 스페인 전지훈련에 참가했고 2018년 AFC U-19 챔피언십 예선전에 나설 최종 명단에도 합류했다.
그러나 2018년 AFC U-19 챔피언십에는 소속팀인 바이에른 뮌헨의 차출 거부로 인해 결국 참가하지 못했다.
2020년 1월 2020년 AFC U-23 챔피언십에 출전하는 대한민국 U-23 축구 국가대표팀의 최종 엔트리에 발탁되어 팀의 역사상 첫 AFC U-23 아시안컵 우승을 맛보았다.
2021년 3월 25일 요코하마 닛산 스타디움에서 열린 한일전에 대한민국 A대표팀에서의 A매치 데뷔전을 치렀으나 팀은 0-3으로 완패했다.
같은 해 11월 16일 카타르 도하의 타니 빈 자심 스타디움에서 열린 이라크와의 2022년 FIFA 월드컵 아시아 지역 최종 예선 A조 6차전에서 A매치 데뷔골을 터뜨리며 팀의 3-0 완승에 기여했다.
그로부터 약 2년 후 U-23 국가대표팀의 일원으로 2022년 아시안 게임에 출전, 이 대회에서만 무려 8골로 득점왕에 오르는 활약을 펼치며 대한민국의 아시안 게임 3연패이자 통산 6번째 금메달 획득에 기여했다. 같은 날 열린 야구 결승전에서 야구선수 정우영도 야구 금메달을 획득하며 병역특례를 받았고, 11년 전인 2012년 하계 올림픽 축구 동메달로 동명이인의 축구선수 정우영도 병역특례를 받았기에, 동명이인의 선수 3명이 병역특례를 받는 진기록이 달성되었다.

## 경력 통계

#### 국가대표팀 득점 기록
득점과 결과 테이블에는 대한민국 국가대표팀의 득점을 먼저 기록하였다.
| # | 일시             | 장소                              | 상대 국가  | 득점 | 결과 | 매치 형식                               |
| - | ---------------- | --------------------------------- | ---------- | ---- | ---- | --------------------------------------- |
| 1 | 2021년 11월 16일 | 카타르 도하 타니 빈 자심 스타디움 | 이라크     | 3-0  | 3-0  | 2022년 FIFA 월드컵 아시아 지역 3차 예선 |
| 2 | 2022년 6월 10일  | 대한민국 수원 수원월드컵경기장    | 파라과이   | 2-2  | 2-2  | 친선경기                                |
| 3 | 2023년 10월 17일 | 대한민국 수원 수원월드컵경기장    | 베트남     | 6-0  | 6-0  | 친선경기                                |
| 4 | 2024년 1월 25일  | 카타르 알와크라 알자누브 스타디움 | 말레이시아 | 1-0  | 3-3  | 2023년 AFC 아시안컵                     |

## 수상 내역

### 클럽
FC 바이에른 뮌헨
- 분데스리가 우승 : 2018-19
- DFB 포칼 우승 : 2018-19

FC 바이에른 뮌헨 II
- 3. 리가 우승 : 2019-20

### 국가대표팀
대한민국 U-23 축구 국가대표팀
- AFC U-23 아시안컵 : 2020
- 아시안게임 금메달 : 2023

대한민국 U-17 축구 국가대표팀
- 청소년 올림픽 은메달: 2014

대한민국 U-14 축구 국가대표팀
- 청소년 아시안 게임 금메달: 2013

## 가족관계
- 장인: 이광기
- 배우자: 이연지 (1999년생, 2025년 6월 15일 결혼)